# Fraxinus greggii
Espèce
Statut de conservation UICN

 LC  : Préoccupation mineure
Fraxinus greggii, le frêne à petites feuilles ou frêne de Gregg, est une espèce de plantes à fleurs de la famille des Oléacées, originaire du Texas et du Mexique. C'est un arbuste xérophyte ou un arbre broussailleux atteignant 6 m, il convient aux écrans et aux conteneurs. Il existe un cultivar, « Libby Davison ».

## Sous-taxons
Les variétés suivantes sont acceptées : 
- Fraxinus greggii var. greggii – Texas, nord-est du Mexique
- Fraxinus greggii var. nummularis (M.E.Jones) Little – Texas, nord-ouest, nord-est et sud-ouest du Mexique et Veracruz